# Hans Glinz
Hans Glinz (* 1. Dezember 1913 in Rheinfelden, Schweiz; † 23. Oktober 2008 in Wädenswil, Kanton Zürich) war ein Schweizer Sprachwissenschaftler und Germanist.

## Leben
Hans Glinz, Sohn des Gustav Adolf Glinz, lehrte – nach Promotion (1946) und Habilitation (1949) in Zürich – als Professor an der Pädagogischen Akademie Kettwig (1957–1965) und als Ordinarius für Deutsche Philologie bis zu seiner Emeritierung an der Philosophischen Fakultät der RWTH Aachen (1965–1978). Er war langjähriges Mitglied des Wissenschaftlichen Rats des Instituts für Deutsche Sprache (IdS) in Mannheim (1965–1978 und 1984–1997) sowie Präsident der Kommission zur Reform der Rechtschreibung (1970–1978). Wichtige Arbeitsbereiche waren Sprachtheorie, Methodenlehre der Sprach- und Textanalyse und Sprachdidaktik.
Seine Überlegungen trugen maßgeblich dazu bei, eine eigenständige Grammatik der deutschen Sprache im Unterschied zur traditionellen, an der lateinischen Grammatik orientierten Schulgrammatik zu entwickeln.
In seinem Spätwerk untersuchte und verglich Glinz die Grammatiken der Sprachen, die an deutschsprachigen Schulen am meisten gelehrt werden (Lateinisch – Deutsch – Französisch – Englisch).

## Auszeichnungen und Ehrungen
- 1961 Konrad-Duden-Preis
- 2004 Ehrendoktor der Universität Koblenz-Landau

## Veröffentlichungen

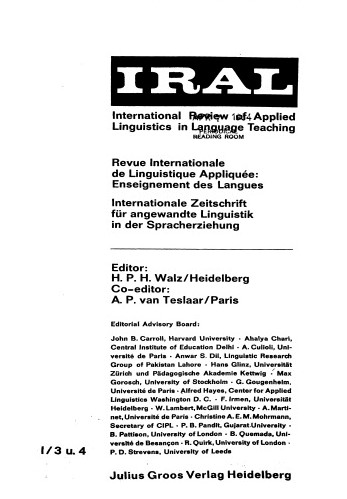
Hans Glinz unter den Gründern von IRAL (1963)

- Die innere Form des Deutschen. Eine neue deutsche Grammatik. 4. Auflage. Francke Verlag, Bern und München 1965 (1. Auflage 1952).
- Der Deutsche Satz. 6. Auflage. Pädagogischer Verlag Schwann, Düsseldorf 1970 (1. Auflage 1957).
- Die Sprachen in der Schule. Skizze einer vergleichenden Satzlehre für Latein, Deutsch, Französisch und Englisch. 2., erweiterte Auflage. Pädagogischer Verlag Schwann, Düsseldorf 1965.
- Ansätze zu einer Sprachtheorie. Pädagogischer Verlag Schwann, Düsseldorf 1966.
- Deutsche Syntax. 3. Auflage. Metzler Verlag, Stuttgart 1970 (1. Auflage 1965).
- Linguistische Grundbegriffe und Methodenüberblick. 3. Auflage. Athenäum Verlag, Frankfurt 1971 (1. Auflage 1970).
- Grammatiken im Vergleich: Deutsch - Französisch - Englisch - Latein; Formen - Bedeutungen - Verstehen. Max Niemeyer Verlag, Tübingen 1994, ISBN 3-484-31136-3.
- Languages and Their Use in Our Life as Human Beings: A Theory of Speech and Language on a Saussurean Basis. Nodus Verlag, Münster 2002, ISBN 3-89323-289-3.